# Complexo Arqueológico dos Perdigões
O Complexo Arqueológico dos Perdigões é um sítio arqueológico no município de Reguengos de Monsaraz, no Distrito de Évora, em Portugal. Corresponde a um recinto de fossos, espaços residenciais e monumentos funerários, cronologicamente integrado nos períodos do Neolítico e Calcolítico. Foi classificado como Monumento Nacional em 2019.

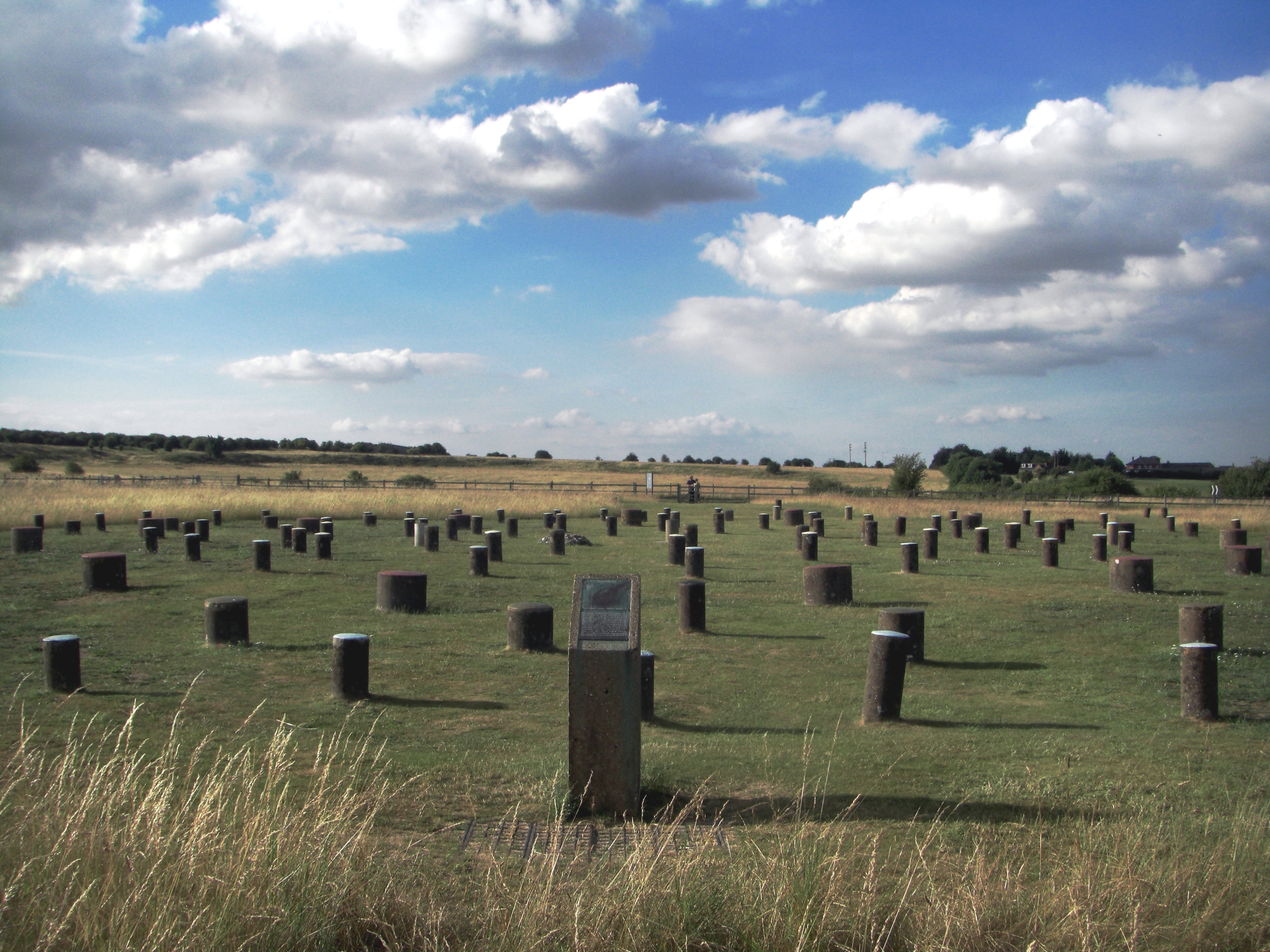
Reconstrução do monumento de Woodhenge, no Reino Unido, semelhante ao encontrado no sítio arqueológico de Perdigões.

## Descrição
O sítio arqueológico está situado a aproximadamente dois quilómetros de distância de Reguengos de Monsaraz, no sentido Nordeste, estando localizado na vertente de uma elevação sobre a planície megalítica de Reguengos, nos limites do vale da Ribeira do Álamo. Ocupa uma área com cerca de 16 Ha, estando quase totalmente situado no interior dos terrenos da Herdade dos Perdigões. A herdade em si está situada a cerca de cinco quilómetros de distância, onde um museu relacionado ao complexo arqueológico foi instalado na Torre do Esporão.
O sítio arqueológico é composto por um conjunto de estruturas, que incluem vários fossos, espaços multifuncionais, incluindo residências, uma necrópole complexa, e um grupo de menires. Este último está situado a Este do restante conjunto, já na zona de passagem do anfiteatro natural para a planície do vale do Álamo, tendo sido classificado como Imóvel de Interesse Público. Os fossos apresentam uma variedade de formas, sendo sete lineares, três sinuosos e uma paliçada, demarcando várias zonas amplas. No local também foram encontrados silos, zonas habitacionais, estruturas de combustão e vários monumentos de função funerária, uns subterrâneos e outros semi-subterrâneos, sendo compostos por um corredor ortostástico e câmara, com diversas zonas para o enterramento dos cadáveres. Além destes monumentos, foram igualmente descobertos sepulcros de inumações, tanto primárias como secundárias, e depósitos com restos de cremações humanas, utilizadas por volta de 2500 a.C., sendo consideradas raras neste período histórico.
Uma das mais importantes estruturas encontradas no local é um conjunto de suportes onde se colocavam peças de madeira, de forma circular e com mais de vinte metros de diâmetro, que era composta por vários círculos concêntricos de paliçadas e alinhamentos de grandes postes ou troncos em madeira. Estava situado no interior da zona dos recintos de fossas, tendo sido instalado, de acordo com o arqueólogo António Varela, de forma a articular-se «com a visibilidade sobre a paisagem megalítica que se estende entre o sítio e a elevação de Monsaraz, localizada a nascente, no horizonte». Este tipo de conjunto, conhecido como Woodhenge, era utilizado com fins cerimoniais, sendo normalmente encontrado nas Ilhas Britânicas e na Europa Central, tendo o de Perdigões sido o primeiro exemplar descoberto na Península Ibérica. Este tipo de complexos eram normalmente utilizados como observatórios astronómicos, função que poderia ser igualmente partilhada pelo encontrado em Perdigões, já que uma possível entrada estava orientada para o solstício de Verão. Este recinto estava coberto por uma segunda estrutura, em pedra.
O espólio encontrado no local inclui peças de pedra lascada feitos em diversas matérias primas, principalmente lâminas, pontas de seta e punhal, e polida, como machados, enxós, percurtores, e componentes de mós manuais. Outras peças incluem placas de xisto, elementos em osso, e vestígios de fauna, como moluscos do litoral atlântico e do Mediterrâneo. Foram igualmente recolhdos muitos contentores em cerâmica, tanto em fragmentos como ainda completos, de várias formas, e que estão integrados nas fases do Neolítico final e do Calcolítico na região central do Alentejo. Vários destes recipientes apresentavam decorações de várias tipologias e motivos, incluindo campaniformes, tendo alguns destes motivos sido igualmente encontrados noutras zonas da Península Ibérica. Foram também descobertos peças de cerámica almagrada, vários contentores em miniatura, partes de queijeiras, colheres e outros elementos de tear, como crescentes e placas, e material de construção, em barro cozido. De especial interesse foram as peças de presumível origem externa, em mármore e calcário, além de decorações em pedra verde, âmbar, ouro, sílex e marfim. Foram igualmente recolhidos elementos de presumível função religiosa, como ídolos antropomórficos e zoomórficos, destacando-se os primeiros, esculpidos em marfim, de uma admirável beleza e naturalismo, poderiam ser representações de divindades, pessoas, estatutos sociais, ou agrupamentos de família ou de identidade, e que poderiam estar ligados aos processos de cremação.

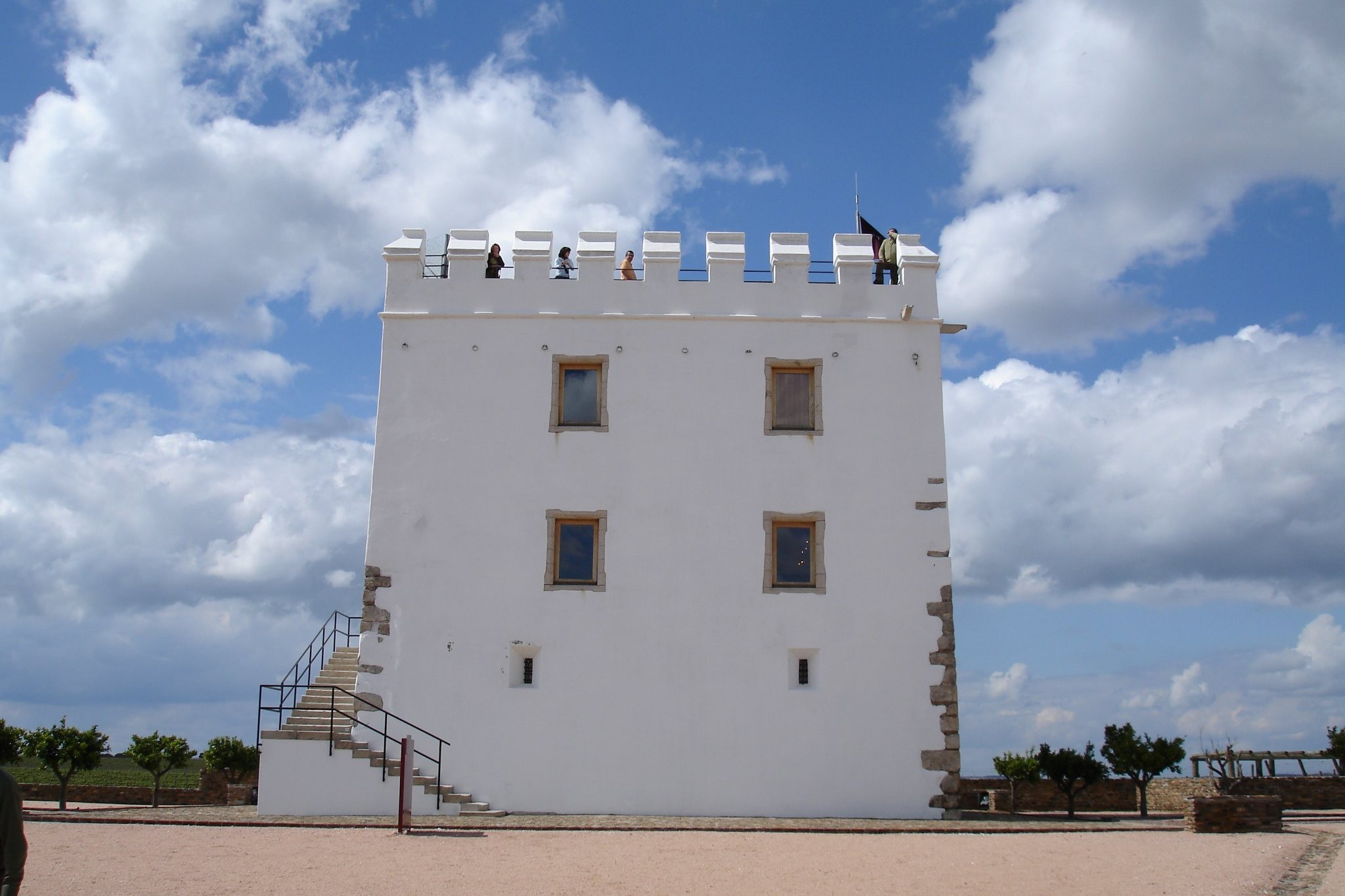
Castelo de Esporão ou Torre do Esporão, que alberga o Museu Arqueológico do Complexo dos Perdigões.

## História
Foram descobertas provas de uma grande diacronia de ocupação do local, entre a sua construção, utilização e abandono, tendo sido cronologicamente integrada entre meados do quarto milénio e ao longo de todo o terceiro milénio a.C. (3500 a 2000 a.C.). Durante a sua ocupação, o sítio dos Perdigões foi um importante centro populacional, cultural, social e simbólico na região central do Alentejo, com ligações a outras comunidades na península, incluindo nas costas atlântica e mediterrânea. Teria sido um ponto de concentração das populações locais, servindo como um importante santuário, onde se praticavam ritos religisos, incluindo o culto aos mortos e antepassados. Terá sido abandonado no âmbito de grandes alterações sociais e cosmológicas. Um dos elementos mais emblemáticos, composto por vários círculos concêntricos de suportes para peças de madeira, foi datado entre 2800 a 2600 a.C., sendo mais antigo do que o famoso monumento funerário de Stonehenge, no Reino Unido, cuja construção terá sido por volta de 2500 a.C.. Cerca de 500 a 600 anos após a sua construção, foi instalada uma segunda estrutura em cima, em pedra.
A sua identificação foi feita nos anos 80, na sequência da descoberta do grupo de menires, por Mário Varela Gomes, que fez algumas escavações na zona do antigo povoado. O sítio voltou a ser alvo de intervenções arqueológicas na década de 1990, na sequência de grandes trabalhos agrícolas para a instalação de vinha, que causaram alguns danos. Estes trabalhos, feitos pela empresa Era-Arqueologia, resultaram numa grande quantidade de dados sobre o sítio, confirmando as grandes potencialidades da zona, do ponto de vista arqueológico. Desta forma, nos princípios da Década de 2000 iniciou-se um grande programa de investigação do sítio, potenciado por António Valera, investigador do Centro Interdisciplinar em Arqueologia e Evolução do Comportamento Humano, da Universidade do Algarve. Este programa tornou-se num dos de maior importância para o estudo do período final da pré-história no Sul da Península, tendo chegado a ser conhecido a nível internacional.
Durante a campanha arqueológica do Verão de 2015, uma das principais descobertas foi um conjunto de partes de crâneos humanos. Segundo a arqueóloga Mafalda Capela, esta deposição foi «intencional e ritualizada», tendo alguns dos crâneos sido queimados, «incluindo os de uma criança de cerca de três anos, em associação a restos de ossos de animais, em depósitos de terra que preenchiam um dos fossos nos Perdigões». Os vestígios dos crâneos foram encontrados numa estrutura que «delimitava um dos recintos cerimoniais que, durante o terceiro milénio antes de Cristo, foi construído neste enorme sítio». Esta descoberta serviu para confirmar a teoria de que o antigo complexo dos Perdigões não seria propriamente um povoado, mas «um espaço para onde convergiam gentes vindas de muitos lados da Península Ibérica, algumas até de mais longe, com o objetivo de realização de práticas funerárias e rituais relacionados com a morte e, consequentemente, com a vida». Durante esta campanha também foi encontrada uma possível segunda sepultura colectiva, que devido à sua forma, poderá ser um exemplo de um tholos, normalmente edificado nos finais do período megalítico. Foi igualmente descoberta uma estrutura de forma circular na zona central do complexo, cuja entrada estava virada para nascente, para o quadrante entre os solstícios de Verão e de Inverno, e que poderia ter funções residenciais ou religiosas, ligadas a cerimónias específicas. Também se destaca a recolha de várias peças em pedra, cerâmica e osso, que foram considerados como «muito espantosos, pela beleza estética, pelo detalhe e pela qualidade».
O Complexo Arqueológico dos Perdigões foi classificado como Monumento Nacional pelo Decreto n.º 2/2019, de 28 de Janeiro. De acordo com o comunicado do Conselho de Ministros, o sítio arqeológico deveria ser «reconhecido como um conjunto de superior relevância histórica, cultural e científica com elevado potencial de valorização», devido às «suas dimensões monumentais e bom estado de conservação» e pela «excepcionalidade dos materiais nele recolhidos, que identificam uma ocupação por um período superior a mil anos». Esta decisão foi apoiada pelo autarca de Reguengos de Monsaraz, José Calixto, que afirmou que «é a prova que nós podemos dar a quem nos visita de que é um território preferido e escolhido pelo homem faz muitos milénios, como prova os vários vestígios megalíticos que temos no concelho e obviamente este complexo arqueológico que tem sido estudado nos últimos anos por parte da ERA Arqueologia e do grupo Herdade do Esporão.», tendo igualmente destacado o grupo Esporão por ter «apostado num trabalho sério e de grande dimensão que nos tem dado conhecimento de muitos aspetos longínquos da nossa história.». Em 20 de Julho desse ano, a empresa do Esporão, a Era Arqueologia e a autarquia de Reguengos de Monsaraz organizaram a iniciativa Dia Aberto nos Perdigões, durante a qual o sítio esteve aberto ao público, e que incluiu uma palestra de António Valera na Torre do Esporão.
Em Julho de 2020, foi inaugurada a exposição Ídolos – Miradas Milenares no Museu Arqueológico de Alcalá de Henares, em Madrid, que inclui várias peças da empresa Era - Arqueologia, provindas da estação de Perdigões. Em 4 de Agosto desse ano, a empresa anunciou a descoberta de uma importante estrutura dentro do sítio arqueológico de Perdigões, composta por um círculo de suportes onde eram colocadas estacas e outras peças de madeira, e que foi o primeiro complexo deste tipo descoberto na Península Ibérica.